# Ljubina (Ilijaš)
Pour les articles homonymes, voir Ljubina.
Ljubina (en cyrillique : Љубина) est un village de Bosnie-Herzégovine. Il est situé dans la municipalité d'Ilijaš, dans le canton de Sarajevo et dans la fédération de Bosnie-et-Herzégovine. Selon les premiers résultats du recensement bosnien de 2013, il compte 39 habitants.

## Démographie

### Évolution historique de la population
| 1948 | 1953 | 1961 | 1971 | 1981 | 1991 | 2013 |
| ---- | ---- | ---- | ---- | ---- | ---- | ---- |
| -    | -    | 141  | 135  | 234  | 199  | 39   |

|  |

### Communauté locale
En 1991, la communauté locale de Ljubina comptait 1 217 habitants, répartis de la manière suivante :